# Azione al largo delle Bermuda (1585)
L'azione al largo delle Bermuda nota anche come azione di Grenville al largo delle Bermuda fu uno scontro navale minore che ebbe luogo al largo dell'isola di Bermuda in tre giorni alla fine di agosto del 1585 nell'ambito della guerra anglo-spagnola tra la galeazza inglese Tiger ed un grande galeone spagnolo, la Santa Maria de San Vicente. La Tiger uscì vittoriosa e gli spagnoli si arresero dopo un pesante bombardamento.

## Antefatto
Nell'aprile del 1585, l'ammiraglio inglese Richard Grenville venne posto a capo di una flotta di sette navi con l'incarico di portare dei coloni nella colonia di Roanoke Island. Questa era stata fondata da sir Walter Raleigh), al largo della costa occidentale del Nord America (attuale Carolina del Nord). La guerra era già stata dichiarata da Filippo II di Spagna dopo il Trattato di Nonsuch nel quale Elisabetta I d'Inghilterra aveva offerto il proprio supporto ai ribelli protestanti della rivolta olandese. In agosto, la nave Tiger da 160 tonnellate e 22 cannoni (convertita in galeazza) al comando di Grenville iniziò il proprio viaggio di ritorno in Inghilterra dalla spedizione a Roanoke del 1585.
Il 31 agosto 1585 la Tiger dopo solo sette giorni di navigazione avvistò una nave che scoprì, dopo una più attenta analisi, essere spagnola e si scontrò con essa.

## La battaglia

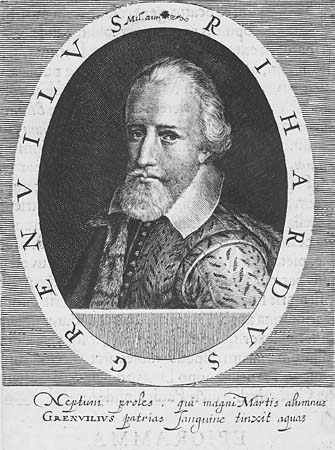
Sir Richard Grenville

Gli spagnoli, non appena ebbe individuato la nave, non sapendo che si trattasse di una nave inglese, spararono un colpo a salve in segno di saluto amichevole ma non appena la nave fu a portata la Tiger aprì il fuoco. La nave spagnola era la Santa Maria de San Vicente, ammiraglia dello squadrone di Santo Domingo della flotta tesoriera spagnola, capitanata da Alonzo de Cornieles. La Santa Maria de San Vicente (quasi 400 tonnellate di carico) era un galeone con un ricco carico che era salpato da L'Avana con quasi 300 uomini a bordo tra ciurma, soldati e passeggeri. Faceva parte di un convoglio di trenta navi in origine ma una tempesta l'aveva sospinta lontano per venti contrari durante una tempesta.
Grenville ben presto realizzò che le dimensioni della Santa Maria de San Vicente erano di molto maggiori (200 tonnellate in più) rispetto alla sua nave. La Tiger si avvicinò ed utilizzò i suoi cannoni per costringere la nave alla resa piuttosto che tentare di abbordarla. Il cannoneggiamento della Tiger portò a numerose bordate al fianco della Santa Maria de San Vicente, ma il galeone spagnolo riuscì a resistere per tre giorni agli incessanti attacchi del nemico. Incapace infine di sopportare oltre i bombardamenti la Santa Maria de San Vicente decise di attaccare. Tentò di abbordare la Tiger ma gli inglesi si mantennero a buona distanza ed opposero una strenua resistenza. La nave inglese fu in grado di indurre la nave spagnola alla resa.
La Tiger iniziava tra l'altro a riportare anch'essa numerosi danni e gli inglesi decisero di agire. GLi inglesi riuscirono ad assaltare la nave nemica che si trovava in condizioni disperate e si arrese quasi subito.
Gli spagnoli persero 10 uomini in tutto, mentre gli inglesi ebbero solo due feriti. I prigionieri spagnoli vennero trasferiti sulla Tiger, e le due navi viaggiarono insieme in Inghilterra.

## Conseguenze
Nel viaggio di ritorno in Inghilterra coi prigionieri, le navi si trovarono alle Azzorre. La Santa Maria de San Vicente venne portata a Bideford tra la gioia dei presenti. Grenville ufficialmente valutò il carico catturato in 15 000 sterline: il successo dell'impresa fu vitale perché consentì a nuovi investitori di dar fondi per le attività piratesche nell'Atlantico. Più di 40 000 ducati in oro, argento e perle” assieme a cocciniglia, zenzero, zucchero e avorio. Sull'altro fronte gli spagnoli ritenevano che il valore delle merci perdute ammontasse a 50 000 sterline in totale, mentre altri ancora dissero che era di addirittura 1 000 000 di ducati. Il vociferare di teorie sul valore effettivo del carico portò a Grenville anche delle accuse di appropriazione indebita. La Santa Maria venne convertita in galeone e rinominata Dudley. Tre anni dopo sia la Tiger che la Dudley combatterono insieme contribuendo alla sconfitta dell'Invincibile Armada.
Pedro Diaz, un pilota della Santa Maria de San Vicente', venne tenuto prigioniero dagli inglesi che lo portarono alla colonia di Raonoke nel 1586; del viaggio egli tenne un diario dettagliato che ancora oggi è particolarmente utile agli storici per conoscere molti dei dettagli di quel viaggio.
I cannoni della Santa Maria de San Vicente vennero scoperti sulla banchina di Bideford nel 1895 e vennero posti nel Victoria Park di Bideford ed indicati errnoamente come cannoni dell'Invincibile Armada.